# Aero A.102
L'Aero A.102 est un chasseur monoplace prototype tchèque de l'entre-deux-guerres.
Ce chasseur monoplace entièrement métallique, dessiné autour d’un moteur en étoile Gnome et Rhône 14 Kfs Mistral Major construit sous licence par Walter, qui devait intégrer les derniers progrès en matière de construction aéronautique. Dessiné à l'origine comme un biplan monotravée armé de 4 mitrailleuses de 7,7 mm, le plan supérieur se trouvant au hauteur du pontage supérieur du fuselage, il fut modifié en monoplan à aile basse semi-cantilever (A.102 D), puis transformé en monoplan à aile-mouette. Cette formule, utilisée avec succès sur le PZL P.11, était alors à la mode en Europe.
Le premier des deux prototypes vola en juillet 1934, 4 mitrailleuses wz.30 étant installées dans l’aile et tirant hors du cercle d’hélice. Maniable et grimpant vite, on envisagea d’équiper un prototype d’un moteur Mistral Major Krsd de 930 ch. Mais faute de volets, il avait une vitesse à l’atterrissage de 110 km/h jugée excessive par les militaires. Il était de toute façon assez délicat à poser et une panne de moteur entraîna un atterrissage forcé peu après le début des essais. Un second accident eut lieu en 1936. Réparé, le prototype fut exposé à l’exposition aéronautique nationale de 1937, mais entre-temps Avia avait sorti son B.35 (en) plus prometteur et le développement fut abandonné.